# تقدم بالرتبة
المتقدم بالرتبة هو ما كان أقرب من غيره إلى مبدأ محدود لهما، وتقدمه بالرتبة هو تلك الأقربية. وهما: إما طبعي، إن لم يكن المبدأ المحدود بحسب الوضع والجعل بل بحسب الطبع، كتقدم الجنس على النوع، وإما وضعي، إن كان المبدأ بحسب الوضع والجعل، كترتب الصفوف في المسجد بالنسبة إلى المحراب، أي كتقدم الصف الأول على الثاني، والثاني على الثالث، إلى آخر الصفوف.